# 交指拟镖水蚤
交指拟镖水蚤（学名：Paradiaptomus greeni）为镖水蚤科拟镖水蚤属的动物。分布于印度、斯里兰卡、巴基斯坦、非洲南部以及中国大陆的广西等地，其生活环境为淡水，常栖息于流速不大的河流中。